# Сьюзен Маргарет Коллінз
Сьюзан Маргарет Коллінз (англ. Susan Margaret Collins; нар. 7 грудня 1952, Карибу, Мен) — американський політик з Республіканської партії, сенатор США від штату Мен.
Закінчила Університет Сент-Лоуренс. Почавши свою кар'єру як помічник сенатора Вільяма Коена у 1975 році, Коллінз пізніше стала керівником секретаріату підкомітету державного управління Комітету Сенату з національної безпеки у 1981, була призначена комісаром Департаменту професійного і фінансового регулювання при губернаторі Джоні Маккернані у 1987 році. У 1992 вона була призначена президентом Джорджем Бушем директором регіонального офісу Адміністрації малого бізнесу у Бостоні. Перебуваючи у Массачусетсі, Коллінз стала заступником скарбника цього штату у 1993 році. У 1994 програла вибори губернатора Мену, а пізніше стала директором-засновником Центру родинного бізнесу в Університеті Гассан.
Коли у 1996 році сенатор Коен пішов у відставку, щоб зайняти посаду міністра оборони в уряді президента Білла Клінтона, Коллінз була обрана замість нього.